# Geranomyia tenuispinosa
Geranomyia tenuispinosa is een tweevleugelige uit de familie steltmuggen (Limoniidae). De soort komt voor in het Palearctisch en Oriëntaals gebied.